# Найден Андреев
Найден Андреев Найденов  е български композитор и музикален аранжор.

## Биография
Роден е в София на 2 юни 1945 г. Завършва Минно-геоложкия институт в София през 1969 г., след това – Академията за музикално и танцово изкуство в Пловдив. От 1972 г. е отговорен редактор на редакция „Забавна музика“ в БНТ. Член е на Съюза на българските композитори. Като композитор е писал песни за Лили Иванова, група „Трик“, Васил Найденов, Михаил Белчев, Маргарита Хранова, Андрей Миронов.
20 години от творческия живот на Найден Андреев – от 1972 до 1992 г. – преминават в БНТ като отговорен и заместник главен редактор на редакция „Забавна музика“. През 1996 – 1997 г. е изпълнителен директор на телевизията. Бил е и музикален директор на Вариететно-сатиричния театър в Габрово. След 1997 г. е композитор на свободна практика. Става и член на Националния съвет за музика и на Международната славянска академия със седалище Москва и Ню Йорк, в която е избран за професор през 2003 г.
През 2006 г. е избран за председател на синдикалната федерация „Масови жанрове и медии“ към КНСБ. Издигнат е и за председател на Сдружение за защита и отваряне на 3 и 4 блок на АЕЦ Козлодуй.
Последните му изяви са свързани с БНР. От 11 юли 2011 г. до 27 юли 2013 г. е автор и водещ на популярното предаване по Програма Програма „Христо Ботев“ „Маестро, музика“, в което кани известни наши певци и композитори от областта на забавната музика.
Умира от инфаркт на 28 юли 2013 г. в София. Погребан е в Централните софийски гробища.

## Творчество
Своята дейност, свързана със забавната музика, започва през 1966 г. като ръководител на група „Пчелите“. Първите му композиции са оркестровата пиеса „Добруджана“ и песента „Кой София с обич заля“ (т. и изп. Михаил Белчев) – отличена със златен медал на Световния фестивал на младежта и студентите в София, през 1968 г.
През 1970-те се утвърждава сред водещите български млади творци на забавна музика и създава редица сполучливи песни („Младост“, „Албена“, „Устрем“, „И утре е ден“'), композира музика за филми („Зона В-2“, „Сляпо куче“) и телевизионни спектакли, мюзикъли („Кой посрещна пролетта“, „Последният ерген“, „Шахматна война“, „София, само София“, „Генерална репетиция“, „По-скъпа от бисери и злато“ – по Андерсен, постановка на Плевенския драматичен театър – 1988 г.). Има издадени и един албум от „Мелодия“, Русия. Негови песни са издавани на грамофонни плочи в Германия, Полша, Чехия, Русия.
През 1990-те години се ориентира към по-мащабните музикално-сценични форми, като всички имат тв реализация – „По-скъпа от бисер и злато“ е представена на тв фестивала в Монтрьо, Швейцария. През 1999 г. прави рок операта „Златният век“.

### Оратория „Моление“
През 2002 г. Найден Андреев създава оратория за духовно лице, солисти, смесен хор и симфоничен оркестър, като се консултира и работи в тясно сътрудничество с композитора проф. Иван Стайков. Ораторията „Моление“ е записана за БНР през февруари 2003 г., а нейната световна премиера е на 2 март 2003 г. в Народния театър „Иван Вазов“, под диригентството на Методи Матакиев, с участието на солисти, смесен хор и оркестър на БНР. С благословията на Негово Светейшество Максим Патриарх Български на 10 май 2003 г. ораторията е изпълнена в чест на 50-годишнината от провъзгласяването на независимостта на Българската патриаршия пред висши православни духовници и 15 делегации от православните църкви по света.
Ораторията „Моление“ излиза и на международната сцена. На 3 октомври 2007 г. в Брюксел фестивалът „Европалия“ е открит с „Моление“. На 20 май 2009 г. Хорът на БНР със съпровода на Ярославлския академичен губернаторски симфоничен оркестър, под диригентството на Найден Тодоров, изпълнява „Моление“ в Голямата концертна зала на историческия град Ярославл. В рамките на Годината на България в Русия на 22 май ораторията, в същия състав, е изнесена на престижната световна сцена на Зала „Чайковски“ в Москва.

### Популярни песни
- „Устрем“, „Моето мъжко момиче“ – Маргарита Хранова
- „Младостта си отива“ – Михаил Белчев
- „Щурче“, „Експрес танго“, „Любовта е живот“ – Лили Иванова
- „Сигурно“, „И утре е ден“, „Молба“ – Васил Найденов
- „Ако те има“ – Тоника СВ и Орлин Горанов
- „Учителко, целувам ти ръка“ – Роси Кирилова
- „Един случаен човек“ – Турбо
- „Шесто чувство“ – Трик
- „Залез“ – Братя Аргирови
- „Лодка в дъжда“ – Братя Аргирови и Данчо Караджов
- „Замълчи“ – дует Ритон
- „Нашата мила страна“, аранжимент Н. Андреев, изп. Ани Павлова

## Награди
Песните му са многократно награждавани на конкурси в България и в чужбина:
- На фестивала „Златният Орфей“: „Легенда“ – ІІІ награда – 1972, „Балада“ – ІІІ награда – 1973, „Закъсняла серенада“ – ІІ награда – 1975, „Устрем“ – ІІІ награда – 1977.
- „Далечна песен“ – 1973 (изп. Маргарита Хранова) и „Шесто чувство“ – 1986 (изп. „Трик“) са обявени за „Мелодия на годината“ в едноименния телевизионен конкурс.
- „Балада“ печели „Бронзова лира“ в Братислава – 1973; „Албена“ – наградата на организационния комитет на фестивала в Палма де Майорка – 1974, „Моето мъжко момиче“ (изп. Маргарита Хранова и Стефан Данаилов) – първа награда на конкурса „Песни за морето, Бургас и неговите трудови хора“ 1976. През 1978 г. – „Устрем“ (изп. Маргарита Хранова) печели първа награда на фестивала в Сопот, Полша и II награда на „Шлагерфестивал“, Дрезден, а през 1984 – „Искра на любовта“ – ІІ награда на фестивала „Песни за морето“ в Рощок.
- Песните „Любовта е живот“ (т. Дамян Дамянов, изп. Лили Иванова) и „Мексико“ (т. Дамян Дамянов, изп. Братя Аргирови) са първи в радиоконкурсите „Пролет“ през 1982 и 1986 г.
- През 1986 г. е композитор, аранжор и диригент на програмата на вокално трио „Трик“ на Международния фестивал на европейските телевизии в Кнок, Белгия, удостоена с трета награда.